# 凌宁
凌宁（英語：Gilbert Ning Ling, 1919年12月26日—2019年11月10日），是一位美籍华人分子生物学家、粒子物理学家、细胞生物学家。

## 生平
凌宁於1919年出生在江苏南京，成长于北京。考入国立中央大学畜牧专业，后来转系去学生物，1943年毕业于该校生物系。1944年获得庚子赔款奖学金，1946年1月启程前往美国求学，进入芝加哥大学物理生物系，1948年博士毕业，论文发表在1949年的学术期刊上。又花了两年时间，在导师门下完成博士后工作。
1950年在约翰·霍普金斯大学担任讲师，1953年在伊利諾大學担任全职研究员。1962年第一本著作问世。1984年第二本著作《探寻生命的物质基础》问世。

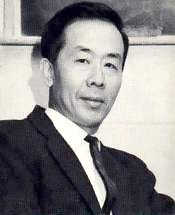
1962年第一本著作问世

他对早期核磁共振成像在研究有重大贡献，也是最早用玻璃毛细管做出细胞电极的科学家。他的细胞生理学理论“联系有道假说（association-induction hypothesis）”挑战了科学界的另一个理论：细胞膜离子通道理论。
凌宁因为坚持自己的理论，而被整个细胞学界抛弃。他的研究生和博士后纷纷改变了研究方向，合作者和支持者也因为无法发表学术论文而放弃。凌宁无法获得国立卫生研究院（NIH）研究经费，不得不在1988年10月关闭了实验室。此后他在朋友在资助下独立研究，但主流科学界对他的研究置若罔闻，所以他的研究只能发表在个人网站上。他坚持认为，目前学界主流“细胞膜离子通道理论”是错误的方向，使人无法真正了解细胞生理，所以极大延缓了医学界对于癌症、艾滋病、衰老等的研究。
2011年夏妻子逝世。2014年在94岁高龄情况下完成第五本著作《生命是什么的回答》，以回答方式回应了薛定谔的《生命是什么》。他一生撰写了200多篇学术论文，尽管他晚年的大部分思想都被学术界忽视。

## 著作
- Gilbert N. Ling. A Physical Theory of the Living State: the Association-Induction Hypothesis. Blaisdell Publishing Company, A Division of Random House, Inc., London. 1962. 682 pages. Library of Congress Catalogue Number: 62-11835
- Gilbert N. Ling. In Search of the Physical Basis of Life. Plenum Press, New York and London. 1984. 791 pages. ISBN 0-306-41409-0
- Gilbert N. Ling. A Revolution in the Physiology of the Living Cell. Krieger Publishing Company, Malabar, Florida. 1992. 378 pages. ISBN 0-89464-398-3
- Gilbert N. Ling. Life at the Cell and Below-Cell Level: The Hidden History of a Fundamental. Revolution in Biology. New York: Pacific Press. 2001. 373 pages. ISBN 0-9707322-0-1
- Gilbert N. Ling. What is Life Answered. Cushing Malloy Inc., Ann Arbor, Michigan. 2013. 120 pages. ISBN 978-0-615-94793-8